# Etyka chrześcijańska

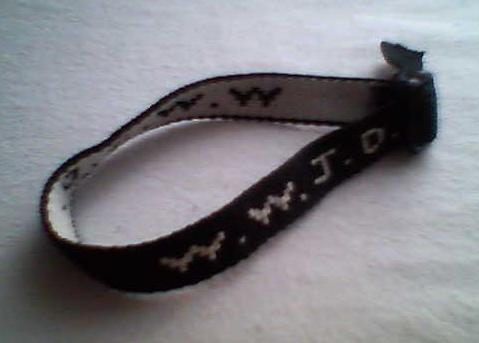
Bransoletka: ,,Co Jezus by zrobił?. Zachęca chrześcijan do naśladowania w swoim życiu Jezusa Chrystusa, który wypełnił w najdoskonalszy sposób wolę Boga.

Etyka chrześcijańska (czasami teologia moralna) – etyka oparta na chrześcijaństwie.
Podobnie jak filozofia chrześcijańska, etyka chrześcijańska nie jest pojęciem jednoznacznym. W szczególności, podziały wewnątrz chrześcijaństwa są podstawą dla odmiennych etyk. Również w ramach poszczególnych odłamów chrześcijaństwa, poszczególne tradycje teologiczne i filozoficzne, znajdowały swoje odbicie w odrębnych doktrynach etycznych. W katolicyzmie dominującą doktryną etyczną jest tomizm.
Biblia sama w sobie nie zawiera doktryny etycznej. Daje jednak wiele wskazówek moralnego postępowania i opisuje moralne życie osób wierzących w Boga. Etyka chrześcijańska na podstawie tych wskazań i opisów buduje systematyczną doktrynę etyczną.
Źródłami etyki chrześcijańskiej są Biblia, tradycja i nauczanie Kościoła. Poszczególne odłamy chrześcijaństwa przyznają im odmienne znaczenia i wywodzą z nich nieco odmienne treści. Źródła te odróżniają wyraźnie etykę chrześcijańską od etyki filozoficznej czy etyk innych religii. Etyka filozoficzna nie dopuszcza zwykle, istotnych dla etyki chrześcijańskiej, objawienia i wiary religijnej. Rozum i ludzkie doświadczenie, istotne dla etyki filozoficznej, pełnią mniejszą rolę w etyce chrześcijańskiej, z wyjątkiem niektórych nurtów katolicyzmu (np. tomizmu).

## Teologia moralna
W odróżnieniu od teologii moralnej, która jako osobna dyscyplina teologiczna ukształtowała się w akademickim systemie wykształcenia teologicznego dopiero w nowożytności, etyka chrześcijańska pojawiła się wraz z Ewangeliami i przebyła długą drogę rozwoju. W historii etyki chrześcijańskiej wyodrębniają się następujące podstawowe etapy:
1. okres patrystyczny (I–VIII w.);
2. okres późnobizantyjski (IX–XVI w.);
3. okres współczesny (XVII–XX w.).

Pierwsza próba całościowego ujęcia etyki chrześcijańskiej należy do Ambrożego z Mediolanu, który po raz pierwszy usystematyzował chrześcijańską naukę moralną i wyłożył ją w swym traktacie Obowiązki duchownych.
Etyka chrześcijańska i teologia moralna są często uznawane za synonimy. Termin teologia moralna jest jednak popularniejszy w piśmiennictwie katolickim.